# چارلز بل
چارلز بل (انگلیسی: Charles Bell؛ ۱۲ نوامبر ۱۷۷۴ – ۲۸ آوریل ۱۸۴۲) یک دانشمند در زمینه کالبدشناسی اهل بریتانیا بود.
وی به دلیل کشف تفاوت بین اعصاب حسی و اعصاب حرکتی در نخاع شناخته شده و همچنین توصیف فلج بل توسط او صورت گرفته‌است.
در ضمن چارلز بل برنده جوایزی همچون مدال پادشاهی شده‌است.
سه برادر بزرگتر او شامل رابرت بل (۱۷۵۷–۱۸۱۶) نویسنده نشریات؛ جان بل (۱۷۶۳–۱۸۲۰) یک جراح و نویسنده مشهور؛ جوزف بل (۱۷۷۰–۱۸۴۳) استاد حقوق در دانشگاه ادینبورگ و منشی اصلی در جلسات دادگاه عالی مدنی اسکاتلند بودند.

## جوانی و تحصیل
چارلز بل، پسر چهارم کشیش ویلیام بل، ۱۲ نوامبر۱۷۷۴ در ادینبورگ متولد شد. در سال ۱۷۷۹ وقتی چارلز ۵ ساله بود. پدرش از دنیا رفت. به این دلیل، مادرش تأثیر عمیقی در زندگی اولیه او داشت. او خواندن و نوشتن را در خانه، به کمک مادرش فرا گرفت. بعلاوه، دیوید آلانen:David Allan (painter)، نقاش مشهور اسکاتلندی در مقابل دریافت مزد، به‌صورت منظم به چارلز تعلیم می‌داد. چالز بل در زادگاه خود، ادینبورگ بزرگ شد و در مراکز معتبر آن زمان در همان شهر، تحصیل کرد. سپس چارلز تصمیم گرفت راه برادرش جان را دنبال کند و وارد حرفهٔ پزشکی شود. در سال ۱۷۹۲، چارلز بل در دانشگاه ادینبورگ ثبت نام کرد و نزد برادرش جان به عنوان کارآموز، شروع به جراحی کرد. در دوره دانشگاه، چارلز بل، در جلسات سخنرانی دوگالد استوارت با موضوع فلسفه معنوی شرکت می‌کرد. این سخنرانی‌ها تأثیر قابل توجهی در چارلز داشت، زیرا برخی از آموزه‌های استوارت را می‌توان در آثار بعدی او بازشناخت. چارلز بل علاوه بر کلاسهای آناتومی، برای تکمیل مهارت هنری خود، دوره ای را در هنر نقاشی گذراند. وی همزمان با دانشجویی، عضو انجمن سلطنتی پزشکیen:Royal Medical Society بود و در جشن‌های صد سالگی انجمن در سال ۱۸۳۷ سخنرانی کرد. در سال ۱۷۹۸ میلادی، چارلز بل از دانشگاه ادینبورگ فارغ‌التحصیل شد و اندکی بعد در کالج جراحان ادینبورگen:Royal College of Surgeons of Edinburgh پذیرفته شد و در آنجا به تدریس آناتومی پرداخت و در بیمارستان سلطنتی ادینبورگ عمل کرد. . علایق چارلز در حالی که مهارتهای خود را به عنوان یک جراح گسترش می‌داد، در یک رشتهٔ ترکیبی از کالبدشناسی و هنر قرار گرفتند. استعداد او به عنوان یک هنرمند، زمانی برجسته شد که به برادرش کمک کرد تا یک مجموعه چهار جلدی به نام آناتومی بدن انسان را تکمیل کند. چارلز بل در سال ۱۸۰۳، جلد ۳ و ۴ را به‌طور کامل نوشت و تصویر کرد، او همچنین مجموعه ای از تصاویر خود را در یک اثر آناتومی جداگانه در سال ۱۷۹۸ و۱۷۹۹ منتشر کرد. در ضمن او از مهارت و مشاهدات خود، در مدل‌سازی از موم برای نمایش موارد جالب پزشکی، بهره می‌برد. چارلز بل در ادامه، اقدام به جمع‌آوری مجموعه گسترده‌ای کرد و به آن «موزه آناتومی من» لقب داد، برخی از نمونه‌های این مجموعه هنوز در تالار جراحی موجودند.
فعالیت چارلز بل در دانشگاه ادینبورگ به دلیل اختلاف بین برادرش جان بل؛ و دو عضو هیئت علمی دانشگاه ادینبورگ، «الکساندر مونرو سکوندوس» و «جان گریگوری» مدت زیادی طول نکشید. جان گریگوری رئیس بیمارستان سلطنتی بود و اعلام کرده بود که فقط شش جراح تمام وقت، برای کار در بیمارستان منصوب می‌شوند. برادران بل انتخاب نشده‌اند و از اینرو از انجام پزشکی در بیمارستان سلطنتی منع شده‌اند. چارلز بل که به‌طور مستقیم درگیر اختلافات برادرش نبود، سعی کرد با پیشنهاد یکصد گینه و موزهٔ آناتومی خود، با هیئت علمی دانشگاه ادینبورگ معامله کند. اما این معامله رد شد.

## فعالیت حرفه ای
در سال ۱۸۰۴، چارلز بل عازم لندن شد و یک سال بعد با خرید خانه ای در خیابان لستر، موقعیت خود را در شهر لندن استوار کرد. او از این خانه برای برگزاری جلسات درسی و آموزش عملی جراحی و آناتومی به دانشجویان خود سود می‌برد. در سال ۱۸۰۹ میلادی، چارلز بل، همراه با تعدادی دیگر از جراحان غیرنظامی، داوطلبانه به معالجه سربازان بیمار و زخمی که به لاکرونیا عقب‌نشینی کرده بودند؛ پرداخت. ۶ سال بعد دوباره داوطلبانه در پی نبرد واترلو او برای معالجه سربازان بیمار و زخمی حاضر شد. متأسفانه، از ۱۲ مورد، که منجر به قطع عضو شده بود؛ تنها در یک مورد توانست جان بیمار را نجات دهد. چارلز بل، به دنبال این جراحی‌های قطع عضو، و تجاربی که از معالجه جراحات ناشی از تفنگ و توپ کسب کرده بود؛ در سال ۱۸۱۴ رساله ای در مورد زخم‌های ناشی از گلوله تفنگ و ترکش توپ منتشر کرد. تعدادی از تصاویری که چارلز بل از جراحاتی که مشاهده کرده بود؛ با دست رسم کرده‌است؛ هم‌اکنون در سالن کالج سلطنتی جراحان ادینبورگ، نگهداری می‌شوند.
در سال ۱۸۱۱، چارلز بل با ماریون شاو ازدواج کرد. چارلز بل با استفاده از پول جهیزیه همسرش، سهمی از مدرسه کالبدشکافی خیابان گریت ویندمیل را خریداری کرد. این مدرسه توسط ویاتور ویلیام هانتر تأسیس شده بود. بدین ترتیب او فعالیت علمی و حرفه ای خود را از خانه به مدرسه خیابان ویندمیل منتقل کرد. چارلز بل از سال ۱۸۱۳ تا ۱۸۲۴ از طرف دانشجویانش، عضو منتخبِ کالج جراحان لندن بود و در بیمارستان
Middlesex Hospital. پزشک جراح بود. او علاوه بر مشاغل غیرنظامی، بعنوان یک پزشک جراح ارتش نیز خدمت می‌کرد. او تجارب خود از معالجه سربازان مجروح را به‌صورت گزارش‌ها یی دقیق و مستند ثبت کرده‌است. در سال ۱۸۱۵ بدنبال جنگ واترلو، سه شبانه روز متوالی، چالز بل، سربازان بشدت مجروح فرانسوی را جرا حی کرده‌است. دکتر رابرت ناکس Robert Knox، که یکی از دستیاران چارلز بل در بروکسل بوده‌است؛ نسبت به مهارتهای جراحی او انتقاد کرده و نسبت به تواناییهای جراحی چارلز بل اظهار بدبینی کرده‌است. (میزان مرگ و میر عملیات قطع عضو توسط چارلز بل، حدود ۹۰٪ بوده‌است).
چارلز بل در ایجاد دانشکده پزشکی بیمارستان Middlesex Hospital نقش مهمی داشت و در سال ۱۸۲۴ اولین استاد آناتومی و جراحی کالج جراحان لندن شد. در همان سال بل مجموعه بیش از ۳۰۰۰ نمونه مدلهای مومی خود را به قیمت ۳۰۰۰ پوند به کالج سلطنتی جراحان ادینبورگ فروخت. در سال ۱۸۲۹، مدرسه آناتومی خیابان ویندمیل به کالج جدید کینگ لندن منتقل شد. از چارلز بل بعنوان اولین استاد فیزیولوژی دعوت شد که در تأسیس دانشکده پزشکی در دانشگاه  لندن مشارکت کند، وی هنگام افتتاح رسمی دانشکده پزشکی، یکی از سخنرانان بوده‌است. اما فعالیت چارلز بل در دانشکده پزشکی مدت زیادی طول نکشید و او به دلیل اختلاف نظر با کادر علمی از کرسی خود استعفا داد. در سال ۱۸۳۵ پس از مرگ زودرس پروفسور جان ویلیام ترنر John William Turner، چارلز بل کرسی استادی جراحی در دانشگاه ادینبورگ را پذیرفت. چارلز بل در سال ۱۸۴۲ در هنگام سفر از ادینبورگ به لندن در هالو پارک Hallow Park در نزدیکی ووستر در میدلندز درگذشت. وی در حیاط کلیسای هالو در نزدیکی ووستر به خاک سپرده شد.
.